# Mi han' ciulato la macchina/Sarebbe ora
Mi han' ciulato la macchina/Sarebbe ora è un singolo discografico pubblicato da Charlie nel 1991 ed estratto dall'album Charlie Goes to Holiday.

## Tracce
- Mi han' ciulato la macchina - 4:01
- Sarebbe ora - 4:25